# Gouvernement Ben Gourion V
 (juillet 2025).
Si vous disposez d'ouvrages ou d'articles de référence ou si vous connaissez des sites web de qualité traitant du thème abordé ici, merci de compléter l'article en donnant les références utiles à sa vérifiabilité et en les liant à la section « Notes et références ».
État d'Israël
Sharett II Ben Gourion VI
Le gouvernement Ben Gourion V est le septième gouvernement d'Israël et a été formé par David Ben Gourion le 3 novembre 1955, lors de la troisième Knesset. 
Le gouvernement fut formé après les élections de 1955, qui a vu une majorité de gauche et de centre-gauche élu à la Knesset. 
Il est composé de 15 ministres et de 3 ministre délégué.

## Historique

### Formation
Après les élections de 1955 qui a élu la troisième Knesset, Ben Gourion a formé un gouvernement soutenu par une coalition soutenue par des partis de gauche ou de centre-gauche, comprenant les partis Mapaï, Mapam, Akdut HaAvoda, le Parti national religieux et les partis arabes de la Liste démocratique pour les Arabes israéliens, le Progrès et Travail et l'Agriculture et Développement. Au total, 80 membres de la Knesset ont soutenu le gouvernement.
Le gouvernement comprenait 10 ministres en exercice et 7 nouveaux ministres, dont un a été ajouté au cours du mandat du gouvernement. Les successeurs étaient : Ben Gourion, Eshkol, Bord, Shapira, Sharet (mandat partiel), Meir, Aren, Shtrit, Rosen, Naftali. Les nouveaux étaient : Mordechai Ben Tov, Israel Barzilai, Israel Bar Yehuda, Moshe Carmel, Pinchas Sapir, Kadish Luz,

### Evolution
Les désaccords politiques et personnels entre David Ben Gourion et Moshe Sharet conduisirent au limogeage de Sharett du gouvernement le 19 juin 1956 et la nomination de Golda Meir au poste de ministre des Affaires étrangères à sa place. Tandis que le ministère du Travail est transféré à Mordechai Namir.
En octobre 1956, Ben Gourion conclut un accord avec la France et le Royaume-Uni sur la coopération dans une opération militaire contre l'Égypte (Crise du canal de Suez), après que celle-ci ait fermé le détroit de Tiran aux navires israéliens. Au cours de l'opération, Tsahal a occupé la péninsule du Sinaï. 
Le 17 décembre 1957, Ben Gourion accusa les ministres d'Akdut HaAvoda d'avoir divulgué à la presse des informations sur le voyage du chef d'état-major de Tsahal Moshe Dayan en Allemagne de l'Ouest et exigea leur démission.

### Succession
Le gouvernement tomba après la démission de Ben Gourion le 31 décembre 1957 à cause de cette question, mais resta en place jusqu'à ce que Ben Gourion forme le huitième gouvernement une semaine plus tard.

## Composition
- Les nouveaux ministres sont indiqués en gras, ceux ayant changé d'attributions en italique.

| Image | Portefeuille                                             | Titulaire | Titulaire                                    | Parti                    |
| ----- | -------------------------------------------------------- | --------- | -------------------------------------------- | ------------------------ |
|       | Premier ministre Ministre de la Défense                  |           | David Ben Gourion                            | Mapaï                    |
|       | Ministre de l'Agriculture                                |           | Kadish Luz                                   | Mapaï                    |
|       | Ministre du Développement                                |           | Mordechai Bentov                             | Mapam                    |
|       | Ministre de l'Éducation et de la Culture                 |           | Zalman Aran                                  | Mapaï                    |
|       | Ministre des Affaires étrangères                         |           | Moshé Sharett (jusqu'au 19 juin 1956)        | Mapaï                    |
|       | Ministre des Affaires étrangères                         |           | Golda Meir (après le 19 juin 1956)           | Mapaï                    |
|       | Ministre des Finances                                    |           | Levi Eshkol                                  | Mapaï                    |
|       | Ministre de la Santé                                     |           | Yisrael Barzilai (en)                        | Mapam                    |
|       | Ministre de l'Intérieur                                  |           | Yisrael Bar-Yehuda (en)                      | Akdut HaAvoda            |
|       | Ministre de la Justice                                   |           | Pinhas Rosen                                 | Parti progressiste       |
|       | Ministre du Travail                                      |           | Golda Meir (jusqu'au 19 juin 1956)           | Mapaï                    |
|       | Ministre du Travail                                      |           | Mordechai Namir (en) (après le 19 juin 1956) | Mapaï                    |
|       | Ministre de la Police                                    |           | Bechor-Shalom Sheetrit                       | Mapaï                    |
|       | Ministre des Postes                                      |           | Yosef Burg                                   | Parti national religieux |
|       | Ministre des Religions Ministre de la Protection sociale |           | Haim-Moshe Shapira                           | Parti national religieux |
|       | Ministre du Commerce et de l'Industrie                   |           | Pinchas Sapir                                | Mapaï                    |
|       | Ministre des Transports                                  |           | Moshe Carmel                                 | Akdut HaAvoda            |
|       | Ministre sans portefeuille                               |           | Peretz Naftali (en)                          | Mapaï                    |
|       | Ministre délégué à l'Agriculture                         |           | Ze'ev Tzur (en)                              | Akdut HaAvoda            |
|       | Ministre délégué à l'Éducation et à la Culture           |           | Moshe Unna (en) (jusqu'au 31 décembre 1957)  | Parti national religieux |
|       | Ministre délégué aux Affaires religieuses                |           | Zerach Warhaftig (jusqu'au 28 décembre 1957) | Parti national religieux |